# Лагоа-Мирин
Лаго́а-Мири́н (Мири́н; исп. Laguna Merín, порт. Lagoa Mirim, букв. — маленькая лагуна) — пресноводное озеро, расположенное на побережье Атлантического океана в южной части Бразилии и в восточной части Уругвая.

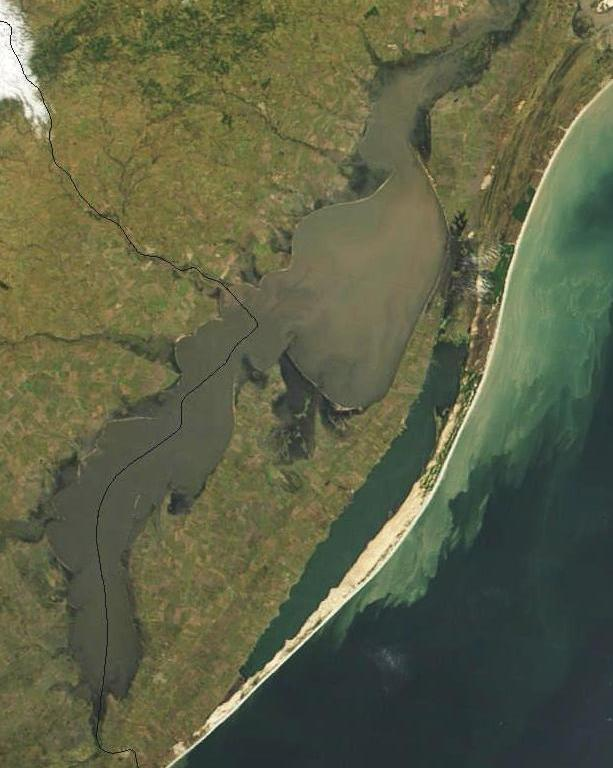
Спутниковый снимок озера 1992 года.

В длину Лагоа-Мирин протянулось на 220 км, имея максимальную ширину в 42 км. Мелководно, глубиной до 7 м. Площадь — 3994 км². Берега, в основном, заболочены, береговая линия слабо изрезана. От Атлантического океана Лагоа-Мирин отделено широкой песчаной полосой с дюнами и многочисленными небольшими озёрами.
В Лагоа-Мирин впадает много рек, крупнейшая из которых — Жагуаран. Сток из Лагоа-Мирин идёт через судоходный канал Сан-Гонсалу (Сан-Гонсало) на северо-востоке в озеро Патус.